# Течение (водоёмов)
Тече́ние (водоёмов) — перемещение водных масс в водоёмах (морях, озёрах, водохранилищах). Основными видами течений являются: сточные (иногда именуются стоковыми), ветровые, конвекционные.

## Сточные течения
Сточные течения связаны с поступлениями водных масс из притоков и выходом их через замыкающий створ. Та часть сточного течения, которая проходит без потерь через какой-либо участок водоёма, называется транзитным течением. Сточные течения имеют место при наличии продольного уклона, то есть они осуществляются под действием градиента гидростатического давления, поэтому их можно называть градиентными.

## Ветровые течения
Ветровые течения формируются под влиянием ветра, при этом течения, направленные в сторону ветра и охватывающие нередко только поверхностные слои водоёма, именуются дрейфовыми. Обратные компенсационные течения, осуществляющиеся под влиянием перекоса водной поверхности (сгонно-нагонной денивеляции), также называются градиентными (или градиентными ветровыми); они чаще всего охватывают придонные слои водоёма. При наличии на одной вертикали дрейфового течения и градиентного противотечения говорят о смешанном течении. Течения, связанные с различием атмосферного давления в отдельных частях водоёма, также называются градиентными.

## Конвекционные течения
Конвекционные течения вызываются плотностной неоднородностью водных масс. Если на значительных участках водоёма создаётся устойчивая плотностная неоднородность, приводящая к возникновению продольного градиента давления, то образуются устойчивые компенсационные течения, носящие характер градиентных. Вертикальная плотностная неоднородность приводит к вертикальной конвекции, осуществляющей перенос в виде отдельных порций (вихрей) более плотных объёмов воды вниз ко дну, более лёгких — вверх. Плотностная неоднородность может быть связана с термической неоднородностью водных масс и различием концентрации растворенных или взвешенных веществ (донные тяжёлые потоки).
Течения, наблюдаемые у берегов водоёмов, могут быть выделены под общим названием прибрежных и классифицированы на вдольбереговы́е, нормальные (к береговой линии) и комплексные, имеющие продольную и нормальную составляющие. Нормальная составляющая течения, направленного к берегу, всегда вызывает обратное нормальное противотечение. В формировании прибрежных течений существенную роль играют ветровые волны, трансформирующиеся и разрушающиеся при подходе к берегу и передающие при этом часть своей энергии течению.